# 27296 Kathyhurd
27296 Kathyhurd este un asteroid din centura principală de asteroizi.

## Descriere
27296 Kathyhurd este un asteroid din centura principală de asteroizi. A fost descoperit pe 5 ianuarie 2000 la Socorro, New Mexico, în cadrul proiectului LINEAR. Asteroidul prezintă o orbită caracterizată de o semiaxă mare de 2,25 ua, o excentricitate de 0,09 și o înclinație de 6,3° în raport cu ecliptica.